# Aleurocanthus terminaliae
Aleurocanthus terminaliae es un hemíptero de la familia Aleyrodidae, con una subfamilia: Aleyrodinae. Fue descrita científicamente en 2004 por Dubey & Sundararaj.